# Brenda Rae
Brenda Rae é uma soprano de ópera norte americana, que tem realizado um papel de liderança em casas de ópera internacionais. Ela foi uma artista residente no Opern - und Schauspielhaus de Frankfurt desde 2008 até 2017. Ela é artista de destaque no Naxos Records de 2015 gravação de Milhaud do  L'Orestie d'Eschyle que foi indicado para a o Prêmio Grammy de Melhor Gravação de Ópera.

## Vida e carreira
Nascida e criada em Appleton, Wisconsin, Rae é uma graduada da Universidade do Wisconsin-Madison (Bacharel em Música, 2005) e a Juilliard School (Mestre de Música, 2008). Enquanto aluno da Juilliard ela interpretou papéis em várias produções da Juilliard Opera Center, incluindo Maria Shrike na estreia mundial de Lowell Liebermann's Miss Lonelyhearts (2006), Eurídice em Offenbach Orfeu no Submundo (2006), Arminda em Mozart La finta giardiniera (2007), e a Condessa de Adele na Rossini, Le comte Ory (2007). Em 2013, ela fez sua estreia no Carnegie Hall como Polissena em Handel Radamisto com David Daniels no papel-título e o maestro Harry Bicket , levando O inglês Concerto de orquestra. nesse mesmo ano, ela fez sua estreia no Santa Fe Opera como Violetta, de Verdi La traviata. Ela voltou para Santa Fé, em 2014, como Donna Anna de Mozart Don Giovanni e O Cozinheiro em Le Rossignol. Em 2015, ela interpretou o papel-título de Handel Sêmele no Seattle Ópera. Em 2017, cantou o papel-título Donizetti Lucia di Lammermoor, em Santa Fé.
Rae, já se apresentou em muitas óperas na Casa de Ópera de Frankfurt, começando com o seu primeiro lá em 2008. e como convidada depois de 2017. As suas outras apresentações na Ópera de Frankfurt Casa, incluem Aithra em Morrer agyptische Helena (2015), Amina em La sonnambula (2014-2015), Angélica na Vivaldi Orlando furioso, Anne Trulove em Rake do Progresso (2012), Cleópatra em Handel Giulio Cesare (2012-2013), Eternità e Giunone na Cavalli do La Calisto (2011-2012), Fiordiligi em Mozart, Così fan tutte (2014), Helmwige em Die Walküre (2012), Konstanze em Mozart Die Entführung aus dem Serail (2011), Lora, em Wagner, Die Feen (2011), Musetta em La bohème (2012), Olympia, em Offenbach ,Les contes d'Hoffmann (2011), Pamina de "A Flauta Mágica" (2011), Servilia em Mozart, La clemenza di Tito (2011), Violetta La traviata (2011), Zerbinetta em Strauss Ariadne auf Naxos (2013-2014), e os papéis de título Donizetti Maria Stuarda (2012) e Lucia di Lammermoor (2015-2016), entre outros.
Rae outros desempenhos Europeus incluem aparições na Ópera do Estado Bávaro (estreia como Konstanze, 2012), Festival de Glyndebourne (Arminda no Rinaldo, 2011), Grand Théâtre de Bordeaux (Zerbinetta, 2011), e o Teatro dos Campos Elísios (estreia como Polissena em Radamisto, 2013), entre outros. Em 2017 ela está programada para desempenhar o papel de Amenaide em Rossini, Tancredi com a Opera Filadélfia.  Ela fez a estreia no Metropolitan Opera de Nova Iorque em 2020, no papel de Poppea em Handel Agrippina.